# Деньги, деньги, ещё деньги
«Деньги, деньги, ещё деньги» (англ. Mo' Money) — кинофильм.

## Сюжет
Джонни Стюарт (Дэймон Уэйанс) — мелкий жулик, занимающийся мошенничеством совместно с братом (Марлон Уайанс). Влюбившись в Амбер Эванс (Стейси Дэш), симпатичную сотрудницу компании, занимающейся кредитными картами, он решает сделать всё, чтобы покорить её сердце. В надежде, что Джонни исправится, старый товарищ его отца помогает Джонни поступить на службу в фирму, где работает Амбер. Однако для того, чтобы покорить Амбер, Джонни нужны деньги, причём всё больше. Он затевает рискованные махинации с кредитными карточками, и конец истории превращается в настоящий боевик…

## В ролях
- Дэймон Уэйанс — Джонни Стюарт
- Стейси Дэш — Амбер Эванс
- Джо Сантос
- Джон Дил
- Марлон Уайанс
- Гарри Ленникс — Том Дилтон

## Съёмочная группа
- Режиссёр: Питер Макдональд
- Продюсер: Карл Крэйг, Эрик Л. Голд, Дэймон Уайанс
- Сценарист: Дэймон Уайанс
- Композитор: Джей Груска, Лютер Вандросс
- Оператор: Дон Бёрджесс